# Црна Бара (Власотинце)
Црна Бара је насеље у Србији у општини Власотинце у Јабланичком округу. Према попису из 2022. било је 49 становника.

## Предања

### Легенда о Црном бику
Црна Бара је према легенди добило назив по бари, језерцу преко пута гробља, где су данас воћњаци, испод којих су ископани бунари. У тој бари је живео један црни бик. Тај црни бик је излазио из баре и убијао говеда када су пила воду. Тако се из баре изливала црвена крв која је чак стизала до воденице у селу Завидинце. Једног дана чувајући говеда поред баре, волови су убили тог црног бика и онда је он престао да се јавља из те баре. Црни бик из баре је према тој легенди допринео да село добије назив Црна Бара.

### Легенда о црнобарској цркви
Међу старијим мештанима Црне Баре и данас кружи прича о пренесеној црнобарској цркви. По тој легенди се данашња црква у оближњем селу Конопница претходно налазила у Црној Бари на старом гробљу. Виле самовилке су је пренеле из Црне Баре тамо али због претходног стајања на старом гробљу Црне Баре тамо нема вампира.

### Легенда о црнобарским музичарима
У селу су на свадбама и весељима били веома популарни гајдаши. Најстарији познати музиканти у гајдама су били: Тоза Миленковић, Криста Миленковић и Владимир Спасић. О Този гајдашу се и данас препричавају приче како је са гајдама прошао солунски фронт (у Првом светском рату). По казивањима се његова слика са комором приликом преласка солунског фронта и пробоја налази у Београду у историјском музеју. Прича се да је умро за време Другог светског рата и због борбе са Немцима на овом подручју нису могли да га сахране, па је неколико пута био сахрањиван.

## Историја
Насеље је веома старо и саграђено је од овчара који су претходно живели у колибама. И данас постоје чобанске колибе на обронцима (Крушевачке) Букове главе и Јагњилу на надморској висини од 700 до 900 метара.
Пописан је 1879. године Власотиначки срез, а у месту Црна Бара стање је било следеће: у 66 кућа живело је 429 душа. Писмених људи није било у селу, а број пореских глава је износио 104.
Сеоска основна школа је 1931. године понела назив "Стеван Немања".

## Демографија
У насељу Црна Бара живи 189 пунолетних становника, а просечна старост становништва износи 47,7 година (43,8 код мушкараца и 51,3 код жена). У насељу има 87 домаћинстава, а просечан број чланова по домаћинству је 2,57.
Ово насеље је великим делом насељено Србима (према попису из 2002. године), а у последња три пописа, примећен је пад у броју становника.
|  |

| Демографија | Демографија | Демографија |
| Година      | Становника  | Становника  |
| ----------- | ----------- | ----------- |
| 1948.       | 821         |             |
| 1953.       | 791         |             |
| 1961.       | 789         |             |
| 1971.       | 634         |             |
| 1981.       | 469         |             |
| 1991.       | 315         | 315         |
| 2002.       | 224         | 224         |
| 2011.       | 125         |             |
| 2022.       | 49          |             |

| Етнички састав према попису из 2002.‍ | Етнички састав према попису из 2002.‍ | Етнички састав према попису из 2002.‍ | Етнички састав према попису из 2002.‍ | Етнички састав према попису из 2002.‍ |
| ------------------------------------ | ------------------------------------ | ------------------------------------ | ------------------------------------ | ------------------------------------ |
|                                      |                                      |                                      |                                      |                                      |
| Срби                                 | Срби                                 |                                      | 222                                  | 99,10%                               |
| Хрвати                               | Хрвати                               |                                      | 1                                    | 0,44%                                |
| непознато                            | непознато                            |                                      | 1                                    | 0,44%                                |

| Година пописа     | 1948. | 1953. | 1961. | 1971. | 1981. | 1991. | 2002. |
| ----------------- | ----- | ----- | ----- | ----- | ----- | ----- | ----- |
| Број домаћинстава | 120   | 123   | 129   | 129   | 118   | 96    | 87    |

| Број чланова      | 1  | 2  | 3  | 4  | 5 | 6 | 7 | 8 | 9 | 10 и више | Просек |
| ----------------- | -- | -- | -- | -- | - | - | - | - | - | --------- | ------ |
| Број домаћинстава | 20 | 34 | 12 | 11 | 5 | 4 | 1 | 0 | 0 | 0         | 2,57   |

| Пол    | Укупно | Неожењен/Неудата | Ожењен/Удата | Удовац/Удовица | Разведен/Разведена | Непознато |
| ------ | ------ | ---------------- | ------------ | -------------- | ------------------ | --------- |
| Мушки  | 95     | 21               | 71           | 3              | 0                  | 0         |
| Женски | 102    | 7                | 70           | 25             | 0                  | 0         |
| УКУПНО | 197    | 28               | 141          | 28             | 0                  | 0         |

| Пол    | Укупно                    | Пољопривреда, лов и шумарство | Рибарство                            | Вађење руде и камена | Прерађивачка индустрија       |
| ------ | ------------------------- | ----------------------------- | ------------------------------------ | -------------------- | ----------------------------- |
| Мушки  | 56                        | 32                            | 0                                    | 0                    | 3                             |
| Женски | 22                        | 19                            | 0                                    | 0                    | 0                             |
| УКУПНО | 78                        | 51                            | 0                                    | 0                    | 3                             |
| Пол    | Производња и снабдевање   | Грађевинарство                | Трговина                             | Хотели и ресторани   | Саобраћај, складиштење и везе |
| Мушки  | 0                         | 20                            | 1                                    | 0                    | 0                             |
| Женски | 0                         | 0                             | 0                                    | 0                    | 0                             |
| УКУПНО | 0                         | 20                            | 1                                    | 0                    | 0                             |
| Пол    | Финансијско посредовање   | Некретнине                    | Државна управа и одбрана             | Образовање           | Здравствени и социјални рад   |
| Мушки  | 0                         | 0                             | 0                                    | 0                    | 0                             |
| Женски | 0                         | 0                             | 0                                    | 0                    | 0                             |
| УКУПНО | 0                         | 0                             | 0                                    | 0                    | 0                             |
| Пол    | Остале услужне активности | Приватна домаћинства          | Екстериторијалне организације и тела | Непознато            | Непознато                     |
| Мушки  | 0                         | 0                             | 0                                    | 0                    | 0                             |
| Женски | 1                         | 0                             | 0                                    | 2                    | 2                             |
| УКУПНО | 1                         | 0                             | 0                                    | 2                    | 2                             |

## Сеоски обичаји
Живот у селу се одвијао кроз рад са стоком и обрадом земље. У то спада чување стоке и сакупљање летине. Уз рад се певало и тако се лакше подносиле животне тегобе. Сеоске радости су биле: јагњење оваца, сакупљање сена, жетва, вршидба рази и овса-касније домаће пшенице, удадбе и женидбе, славе, вашари, крстељке, испраћаји у армију, зарада у печалби, подизање деце, изградња куће и стаје-појединачне и колективне у селу.
Некада су црнобарске свадбе трајале по три дана. И данас су се задржали неки стари обичаји: Млада се прво испроси. Онда се музиком долази у сватовима да се девојка одведе уз гађање јабуке момка и даровање девојкине родбине. Нарочито се тај ритуал са јабуком и данас доста цени као способност момка као мушкарца да буде ратник и заштитник куће. У власотиначком крају се мушка глава одвајкада ценила као заштитник куће од зулума и разноразних освајача. Данас се још уз плех музику-трубаче, одржао обичај да се млада ујутру рано диже и доноси хладну воду са кладанца.
Када се сакупи летина, у јесењем времену, као и почетком августа у селу -као у осталим селима власотиначкога краја- организовале су се седељке-прела. Момци и девојке су се сакупљали на крстопутини, ложила се ватра, пекло се класје, прело и шалило и смејало.

## Инфраструктура
Село је електрифицирано 1976. године, има водовод и продавницу. Макадамски пут повезује Црну Бару са Власотинцем, удаљеним око седам километара.
Сеоска школа је саграђена после Другог светског рата. Некада је наставу похађао велики број ђака, који су пунили школске клупе, а данас после миграције становништа је остало веома мало ученика. Велики број њихових фамилија се иселио у Власотинце и у Војводини.

## Привреда
У Црној Бари се живело од сточарства. Задњи активни сточар је Драгослав Миленковић, који је пре тога био зидар-печалбар. Становници села су вековима водили припрости сеоски живот јер су били отежаном локалном инфраструктуром удаљени од града. У прошлим временима се пешачило и коњима ишло у град. Данас црнобарци поседују тракторе и кола за превоз до града. Већина мештана се петком -пазарним даном- може срести у Власотинцу. Црнобарци продају на власотиначкој пијаци планински сир и кромпир. Многи и дрваре, користећи претежно тракторе за превоз дрва - храстова, багремова и букова.
У селу се гаји кромпир, раз и овас. У задње време се све више мештана бави садњом јагода због географске погодности села, које је окренуто према јужној страни, на падини Букове главе према Гуњетини и селу Црнатову.
Поред обрађивања земље, данас су већина мештана печалбари-зидари, који су пре тога били циглари-печалбари. Између два светска рата су старији ишли у цигларску печалбу чак у Влашко.